# Insara psaronota
Insara psaronota är en insektsart som beskrevs av Morgan Hebard 1923. Insara psaronota ingår i släktet Insara och familjen vårtbitare. Inga underarter finns listade i Catalogue of Life.